# ایرگون (بشاگرد)
ایرگون یک روستا در ایران است که در دهستان گافر شهرستان بشاگرد استان هرمزگان واقع شده‌است. ایرگون ۲۷ نفر جمعیت دارد.